# 厕筹

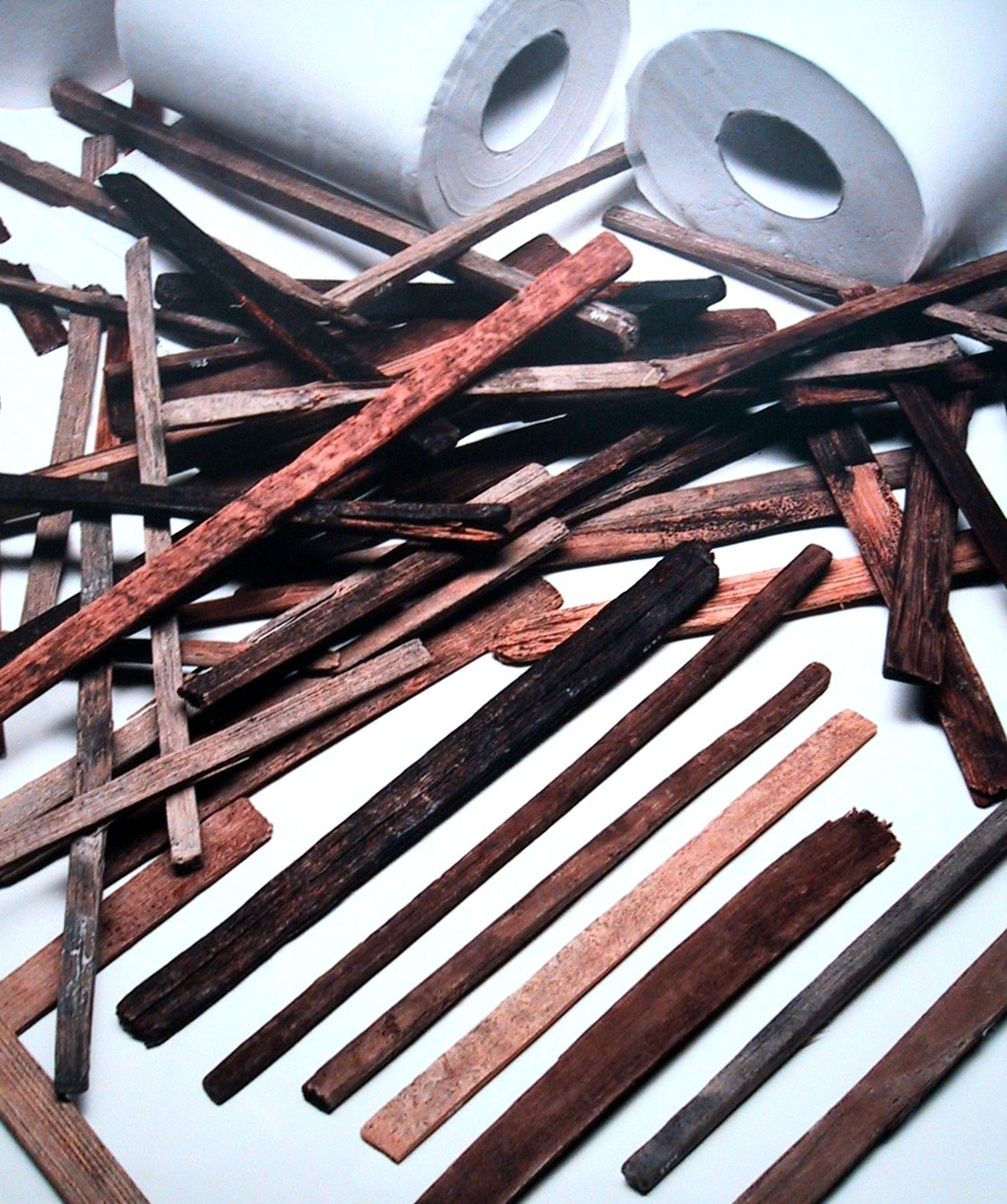
日本奈良时代的厕筹，旁边是现代廁纸

厕筹，又称厕简、乾屎橛，粵語稱攪屎棍，为竹木制的薄片，古人在上厕所以后用来刮清污秽的用具。
厕筹的使用在古代印度、中国、日本都有记载。例如：《毗尼母经》记载释迦牟尼指示比丘上厕所应该使用“木竹苇作筹。度量法。极长者一磔。短者四指。已用者不得振令污净者。不得著净筹中。是名上厕用厕筹法。”東晉裴啟《語林》記載「劉寔詣石崇，如廁，見有絳紗帳大床，茵蓐甚麗，兩婢持錦香囊，寔遽反走，即謂崇曰：乃誤入卿室內，崇曰：是廁耳，寔更往，向乃守廁婢，所進錦囊，實籌。」《資治通鑒》唐紀四十七載，鎮海節度使韓滉運送大量物資至關中，其中就有廁籌：「則資裝器用已充舟中矣，下至廁籌，滉皆手筆記列，無不周備。」。唐代道宣《教誡新學比丘行護律儀》「上廁法第十四」要求僧人「常具廁籌，不得失闕」，「不得用文字故紙」。《资治通鉴》卷一百六十六梁紀，载北齐皇帝高洋让其宰相杨愔给他递厕筹，「雖以楊愔為宰相，使進廁籌，以馬鞭鞭其背，流血浹袍。」。《南唐書·浮屠傳》：「後主與周後頂僧伽帽，披袈裟，課誦佛經，跪拜頓顙，至為瘤贅。親削僧徒廁簡，試之以頰，少有芒刺，則再加修治。」
在中国，厕筹在元明清代逐渐被手纸代替，《明史》志第五十職官三記載：「惜薪司掌所用薪炭之事；鐘鼓司掌管出朝鐘鼓，及內樂、傳奇、過錦、打稻諸雜戲；寶鈔司掌造粗細草紙；混堂司掌沐浴之事」，寶鈔司即主管手紙的單位。《紅樓夢》第四十一回記劉姥姥：“覺得腹內一陣亂響，忙的拉著一個小丫頭，要了兩張紙就解衣。”但在民國初年，民生普遍貧困，仍有不少人用瓦片或玉米梗清除污穢，黃仁宇曾記載抗戰時期，士兵入厕时以竹片瓦片作手纸。1948年9月24日，国共内战中的淮海战役進入尾聲，國民黨軍覆滅，国军一名高级将领王耀武化装为贫民出逃时就因便后使用手纸而被发现以致被俘。